# Gollum attenuatus
Gollum attenuatus — акула з роду Gollum родини Псевдокунячі акули. Інші назви «новозеландська гладка собача акула», «струнка гладка собача акула».

## Опис
Загальна довжина досягає 1,09-1,07 м при вазі 4 кг. Середні розміри не досягають 1 м. Статевий диморфізм не сильно помітний: самиці лише трохи перевищують у довжину самців. Голова дуже довга. Морда пласка, за формою нагадує вузький клин. Очі великі, з мигальною перетинкою. Носові клапани не досягають рота. Губна борозна коротка. Рот має V-подібну форму. Зуби дуже маленькі, з гострими верхівками, по краях щелеп зуби гребенеподібні. на верхній щелепі розташовано 96-99 зубів, на нижній — 108—114. У неї 5 пар зябрових щілин. Тулуб стрункий, навіть тонкий. Грудні плавці широкі, трикутної форми. Має 2 спинних плавця майже однакового розміру. Перший розташовано позаду грудних плавців, задній спинний плавець — навпроти анального. Черевні та анальний плавці відносно невеликі. хвостовий плавець вузький та короткий, становить 1/6 довжини усього тіла. Він гетероцеркальний: верхня лопать дуже розвинена на відміну від нижньої.
Забарвлення спини та боків сіро-коричневе. Черево має білий колір.

## Спосіб життя
Тримається глибин від 129 до 724 м, зазвичай — 300—600 м. Зустрічається переважно у глибоких місцях прибережжя, воліє до підводних хребтів, банок, гірських утворень. Полює на свою здобич біля дна, є бентофагом. Живиться дрібною донною рибою, ракоподібними, невеликими головоногими (кальмарами і восьминогами) та черевоногими молюсками, офіурами, личинками морських тварин, морськими черв'яками.
Статева зрілість настає при розмірі 70 см. Це яйцеживородна акула. Матка самиці має 2 відділення, в кожному з яких по 80 яєць, що поміщені в загальний жовтковий мішечок. Лише 1 яйцеклітина отримує розвиток та харчується іншими яйцями. Плацента, що пов'язує ембріони з організмом самиці, не утворюється до самих породіль. В результаті самиця народжує 1-2 акуленят завдовжки 40 см.
М'ясо цієї акули смачне, проте внаслідок невеликих розмірів вона не являє собою об'єкт промислового вилову.
Для людини небезпеки не становить.

## Розповсюдження
Є ендеміком акваторії Нової Зеландії, зустрічається в області підводних хребтів Норфолк й Три Королі.